# Логан (округ, Колорадо)
Шаблон:StateAbbr_ 40°44′ пн. ш. 103°07′ зх. д. / 40.73° пн. ш. 103.11° зх. д.
Округ Логан (англ. Logan County) — округ (графство) у штаті Колорадо, США. Ідентифікатор округу 08075.

## Історія
Округ утворений 1887 року.

## Демографія
За даними перепису
2000 року
загальне населення округу становило 20504 осіб, зокрема міського населення було 12131, а сільського — 8373.
Серед мешканців округу чоловіків було 10834, а жінок — 9670. В окрузі було 7551 домогосподарство, 5064 родин, які мешкали в 8424 будинках.
Середній розмір родини становив 3,02.
Віковий розподіл населення поданий у таблиці:
| Стать    | До 15 років | 15-21 | 22-29 | 30-39 | 40-49 | 50-65 | 65-85 | Понад 85 |
| -------- | ----------- | ----- | ----- | ----- | ----- | ----- | ----- | -------- |
| Чоловіки | 2122        | 1293  | 1223  | 1681  | 1725  | 1511  | 1161  | 118      |
| Жінки    | 2005        | 1104  | 792   | 1198  | 1419  | 1466  | 1402  | 284      |

## Суміжні округи
- Шаєнн, Небраска — північ
- Філліпс — схід
- Седжвік — схід
- Юма — південний схід
- Вашингтон — південь
- Морган — південний захід
- Велд — захід
- Кімболл, Небраска — північний захід

## Виноски
1. ↑  U.S. Decennial Census. United States Census Bureau. Архів оригіналу за 19 липня 2018. Процитовано 8 червня 2014.
2. ↑  Historical Census Browser. University of Virginia Library. Архів оригіналу за 11 серпня 2012. Процитовано 8 червня 2014.
3. ↑  Population of Counties by Decennial Census: 1900 to 1990. United States Census Bureau. Архів оригіналу за 31 липня 2014. Процитовано 8 червня 2014.
4. ↑  Census 2000 PHC-T-4. Ranking Tables for Counties: 1990 and 2000 (PDF). United States Census Bureau. Архів оригіналу (PDF) за 18 грудня 2014. Процитовано 8 червня 2014.
5. ↑  State & County QuickFacts. United States Census Bureau. Архів оригіналу за 6 серпня 2011. Процитовано 11 лютого 2014.(англ.) Наведено за англійською вікіпедією.
6. ↑  American FactFinder. Бюро перепису населення США. Архів оригіналу за 26 лютого 2012. Процитовано 31 січня 2008.

| США | Це незавершена стаття з географії США. Ви можете допомогти проєкту, виправивши або дописавши її. |